# Sühnekapelle

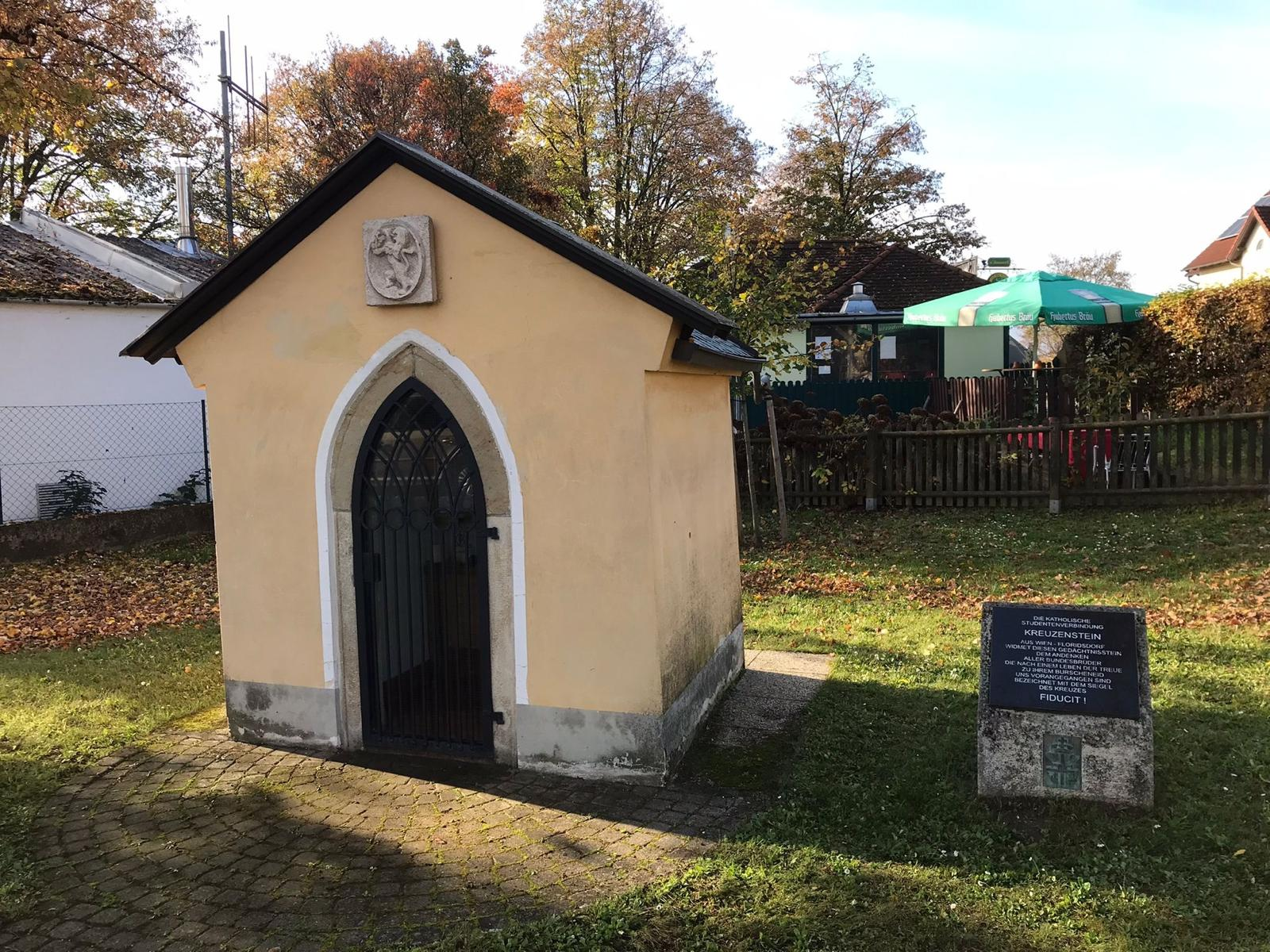
Sühnekapelle

Die Sühnekapelle, auch als Armensünderkapelle bekannt, ist eine Kapelle in Leobendorf (Niederösterreich) an der Kreuzung Stockerauer Straße und Kreuzensteiner Weg.

## Beschreibung
Die Kapelle ist ein kleiner Saalbau mit Satteldach. Über der spitzbogigen Eingangstür ist ein Reliefstein mit einem steigenden Löwen.
Der kleine Innenraum wird beherrscht von einem modernen Altarbild, das ein goldenes Dreieck im Strahlenkranz vor einem bestirnten Nachthimmel zeigt; am unteren Rand strecken sich Menschen aus dem Dunkel dem Licht entgegen, in ihrer Mitte eine größere Gestalt mit Heiligenschein.
Am Altartisch ist eine hölzerne Tafel angebracht, in die in Frakturschrift ein Gedicht von Friedrich Wilhelm Weber eingeschnitzt ist:
Leben magst du hundert Jahre;

Einst, wie Dampf im Berggelände,

Gehst du hin. – Wo kannst du bleiben?

Gott ist aller Dinge Ende.

Ward dir Kraft, von allen Kräften

Hast du Rechenschaft zu geben.

Wirke recht! Du wirst gerichtet,

Magst du hundert Jahre leben.

Denn die Kreatur ist Gottes,

Und sie kann ihm nicht entfliehen;

Einmal, morgen oder später,

Liegst du doch vor seinen Knien.

## Geschichte
Gemäß der Darstellung auf einer Website der Kultur.Region.Niederösterreich GmbH (marterl.at) ließ die ortsansässige Familie Reisinger die Kapelle in der zweiten Hälfte des 18. Jahrhunderts als Sühneleistung aufführen, weil eine Magdalena Reisinger 1733 der Brandstiftung in Leobendorf beschuldigt und hingerichtet worden war. Die Website beruft sich dabei auf die Ortschronik von Johann Göttinger: Leobendorf unter der Kreuzenstein (1983). Wie der niederösterreichische Historiker Franz Xaver Schweickhardt 1834 berichtete, soll Leobendorf tatsächlich im Jahre 1733 „durch Feueranlegung eines böswilligen Weibes“ eingeäschert worden sein, wobei auch die Pfarrkirche zerstört wurde.
Die Kapelle wird von der Katholischen Österreichischen Studentenverbindung Kreuzenstein Wien betreut. Ein Gedenkstein neben der Kapelle trägt das Wappen und die Inschrift
Die katholische

Studentenverbindung

Kreuzenstein

aus Wien-Floridsdorf

widmet diesen Gedächtnisstein

dem Andenken

aller Bundesbrüder

die nach einem Leben der Treue

zu ihrem Burscheneid

uns vorangegangen sind

bezeichnet mit dem Siegel

des Kreuzes.

Fiducit!
Alljährlich findet bei der Kapelle das Gedenken an verstorbene Bürgermeister von Leobendorf verbunden mit dem Gedenken an verstorbene Mitglieder der Studentenverbindung statt.